# Rio Brezoviţa
O Rio Brezoviţa é um rio da Romênia afluente do Rio Prigor, localizado no distrito de Caraş-Severin.